# 松平定次
松平 定次（まつだいら さだつぐ）は、江戸時代前期の山城国淀藩の世嗣。官位は従五位下・豊後守。

## 略歴
松平定綱の長男として誕生。母は浅野長政の娘。
定綱の嫡子として生まれるが、家督相続前に早世した。享年19。代わって弟・定良が嫡子となった。